# AAMP
AAMP (англ. Angio associated migratory cell protein) — білок, який кодується однойменним геном, розташованим у людей на короткому плечі 2-ї хромосоми.  Довжина поліпептидного ланцюга білка становить 434 амінокислот, а молекулярна маса — 46 751.
| 10         |  | 20         |  | 30         |  | 40         |  | 50         |
| ---------- |  | ---------- |  | ---------- |  | ---------- |  | ---------- |
| MESESESGAA |  | ADTPPLETLS |  | FHGDEEIIEV |  | VELDPGPPDP |  | DDLAQEMEDV |
| DFEEEEEEEG |  | NEEGWVLEPQ |  | EGVVGSMEGP |  | DDSEVTFALH |  | SASVFCVSLD |
| PKTNTLAVTG |  | GEDDKAFVWR |  | LSDGELLFEC |  | AGHKDSVTCA |  | GFSHDSTLVA |
| TGDMSGLLKV |  | WQVDTKEEVW |  | SFEAGDLEWM |  | EWHPRAPVLL |  | AGTADGNTWM |
| WKVPNGDCKT |  | FQGPNCPATC |  | GRVLPDGKRA |  | VVGYEDGTIR |  | IWDLKQGSPI |
| HVLKGTEGHQ |  | GPLTCVAANQ |  | DGSLILTGSV |  | DCQAKLVSAT |  | TGKVVGVFRP |
| ETVASQPSLG |  | EGEESESNSV |  | ESLGFCSVMP |  | LAAVGYLDGT |  | LAIYDLATQT |
| LRHQCQHQSG |  | IVQLLWEAGT |  | AVVYTCSLDG |  | IVRLWDARTG |  | RLLTDYRGHT |
| AEILDFALSK |  | DASLVVTTSG |  | DHKAKVFCVQ |  | RPDR       |  |            |

A: Аланін

C: Цистеїн

D: Аспарагінова кислота

E: Глутамінова кислота

F: Фенілаланін

G: Гліцин

H: Гістидин

I: Ізолейцин

K: Лізин

L: Лейцин

M: Метіонін

N: Аспарагін

P: Пролін

Q: Глутамін

R: Аргінін

S: Серин

T: Треонін

V: Валін

W: Триптофан

Кодований геном білок за функціями належить до білків розвитку, фосфопротеїнів. 
Задіяний у таких біологічних процесах як ангіогенез, диференціація, поліморфізм. 
Локалізований у клітинній мембрані, цитоплазмі, мембрані.